# 君のぞらじお silver ring
君のぞらじお silver ring（きみのぞらじお シルバーリング）は、OVA『君が望む永遠 〜Next Season〜』に関連したインターネットラジオ。姉妹番組に『君のぞらじお 〜Next Season〜』がある。また、その他に関連番組として、『マブラヴラジオ』がある。

## 概要
これまで放送されていた『君のぞらじお Still I love you…』が終了し、新たに作られた番組である。実質的には『Still I love you…』のリニューアル版である。初回の放送は秋葉原での野外ロケ収録を実行し、収録途中でニトロプラスの営業マンとして活動中のジョイまっくすと遭遇して合流する形となった。また7月18日に第3回の配信されるはずだったが、制作上の都合により1週間後に延期された。
パーソナリティは、たかはし智秋（速瀬水月役）、斉藤K（アージュ広報）。

### 番組概要
- 放送期間：2008年7月4日～9月26日
- 配信サイト：君のぞらじおホームページ
- 配信方式：ストリーミング
- 配信日：毎週金曜日配信（配信期間は10日間）
- ファイル種類：Windows Media Audio（asx）

## コーナー
アージュからのお知らせ
アージュ広報兼番組ディレクターの斉藤Kとアージュ開発部の熊川貴族（ナルシー僕ゥ）がMCをつとめるアージュの告知コーナー。アージュスタッフがゲストとして出演することがある。
君らじ3番組で唯一の全番組共通コーナーであるが、本編とは全く関係ない。
なお、放送内容は同日更新の「君のぞらじお 〜Next Season〜」と同じ。